# Austin Amelio
Austin Amelio (Austin, 27 aprile 1988) è un attore statunitense.
È conosciuto per il ruolo di Dwight nelle serie televisive The Walking Dead e Fear the Walking Dead.

## Biografia
Nel 2015 debutta nella sesta stagione della serie televisiva post-apocalittica horror The Walking Dead nel ruolo di Dwight. Nel 2016 è nel cast del film di Richard Linklater, Tutti vogliono qualcosa in cui recita nei panni di Nesbit.

## Filmografia

### Cinema
- Wind & Rain, regia di Kelli Horan (2014)
- Tutti vogliono qualcosa (Everybody Wants Some), regia di Richard Linklater (2016)
- Cabin Crew, regia di Dino Maglaris (2016)
- The Free World, regia di Jason Lew (2016)
- Song to Song, regia di Terrence Malick (2017)
- Hit Man - Killer per caso (Hit Man), regia di Richard Linklater (2023)

### Televisione
- Deliverance Creek, regia di Jon Amiel – film TV (2014)
- The Walking Dead – serie TV, 22 episodi (2015-2018)
- Fear the Walking Dead – serie TV, 33 episodi (2019-2023)

## Doppiatori italiani
Nelle versioni in italiano delle opere in cui ha recitato, Austin Amelio è stato doppiato da:
- Simone Crisari in The Walking Dead, Fear the Walking Dead
- Luigi Ferraro in Tutti vogliono qualcosa
- Maurizio Merluzzo in Stumptown
- Gabriele Sabatini in Hit Man - Killer per caso